# Alfabeto fonetico internazionale

La pronuncia dell'acronimo inglese dell'alfabeto fonetico internazionale (IPA) scritta usando l'alfabeto stesso.

L'alfabeto fonetico internazionale, in sigla AFI (in inglese International Phonetic Alphabet, IPA; in francese Alphabet Phonétique International, API), è un sistema di scrittura alfabetico utilizzato per rappresentare i suoni delle lingue nelle trascrizioni fonetiche. L'AFI nasce a partire dal 1886 per iniziativa dell'Associazione fonetica internazionale al fine di creare uno standard con cui trascrivere in maniera univoca i suoni linguistici (foni) di tutte le lingue; ad ogni simbolo dell'AFI corrisponde uno e un solo suono, senza possibilità di confusione.

## Storia

Trascrizioni fonetiche della parola inglese international («internazionale»), pronunciata in received pronunciation e in inglese americano

Lo sviluppo originale partì dai fonetisti inglesi e francesi sotto gli auspici dell'Associazione Fonetica Internazionale fondata a Parigi nel 1886.
L'alfabeto ha subito una serie di revisioni durante la sua storia, tra cui una delle più importanti è stata codificata nella IPA Convention di Kiel (1989); ci sono state ulteriori modifiche nel 1993, con l'aggiunta di quattro vocali medio-centrali e la rimozione dei simboli per le implosive sorde. L'ultima importante revisione risale al maggio del 2005, quando è stato aggiunto un simbolo per la consonante battuta labio-dentale sonora (in francese consonne battue labio-dentale voisée o labiodental flap in inglese).
A parte l'aggiunta e la rimozione di simboli, le modifiche apportate all'alfabeto fonetico internazionale consistono soprattutto nel rinominare simboli e categorie o modificare l'insieme dei suoi caratteri.

## Origine dei simboli
La maggior parte dei simboli è presa da:
- alfabeto latino minuscolo (anche esteso) e maiuscoletto (ʙ, ɢ, ʜ, ɪ, ʟ, ɴ, ʀ, ʏ, ɶ);
- alfabeto greco minuscolo (β, θ, χ);
- altre lettere ottenute da lettere esistenti: capovolgendole (ɐ, ɟ, ɥ, ɯ, ɹ, ᴚ, ʇ, ʌ, ʍ, ʎ), invertendole (ɘ, ʁ) o modificandole (ɓ, ɗ, ɖ, ɠ, ʂ, ɳ), oppure aggiungendovi alcuni simboli, come i segni diacritici e soprasegmentali.

Dal 1989 l'Associazione Fonetica Internazionale ha ammesso altri simboli, come ʘ, |, !, ǂ, ǁ che hanno sostituito ʘ, ʇ, ʗ, ʖ usati per indicare le consonanti clic.
La grafia è molto sistematica: le consonanti retroflesse presentano un gancio in basso (ɖ, ʂ, ɳ), mentre le consonanti implosive presentano un gancio in alto (ɓ, ɗ, ɠ).
L'Associazione fonetica internazionale ha cercato di far corrispondere il più possibile ogni suono al rispettivo simbolo, per cui le lettere b, c, d, f, ɡ, h, k, l, m, n, p, q, r, s, t, v, x, z indicano consonanti, mentre a, e, i, o, u, y indicano vocali.

## Uso
L'alfabeto fonetico internazionale offre oltre centosessanta simboli per trascrivere i suoni (anche se ogni lingua ne impiega solo un insieme relativamente piccolo).
È possibile trascrivere il parlato sfruttando vari livelli di precisione: una trascrizione fonetica precisa, in cui i suoni sono descritti con una grande quantità di dettagli, è nota col nome di trascrizione stretta, mentre una trascrizione più grossolana, che ignora alcuni di questi dettagli, è chiamata trascrizione larga. Per esempio, la trascrizione fonetica larga della parola scienza (secondo la pronuncia dell'italiano standard) è [ˈʃɛnʦa], mentre la sua trascrizione stretta potrebbe essere [ˈʃɛn̪.t͡sa]: nel primo caso sono segnalati meno dettagli, mentre nel secondo si rende conto più precisamente della sua effettiva realizzazione, anche con l'uso di vari diacritici. Lo stesso vale per la trascrizione della stessa parola detta da un parlante veneto: scienza si potrebbe trascrivere in maniera larga con ['ʃenʦa] e in maniera stretta con [ˈʃẽˑn̪.t͡sa].
La trascrizione IPA si usa principalmente nelle trattazioni scientifiche di ambito linguistico (nello specifico, nelle discipline della fonetica e della fonologia); spesso è usata, con scopo più pratico, nei dizionari per indicare la pronuncia delle parole, ma è anche utilizzata per indicare la pronuncia in parole scritte in alfabeto non latino (es. cirillico, thailandese, amarico, cinese, coreano, giapponese). Viene utilizzata in ambito clinico dai logopedisti per analizzare i campioni linguistici in casi di disturbo del linguaggio, ai fini di un'analisi dettagliata dei suoni prodotti e/o sostituiti nel linguaggio dei soggetti presi in esame. Si usa, inoltre, in varie enciclopedie, tra cui Wikipedia, per trascrivere la pronuncia delle parole straniere.

## Simboli
I simboli con forma simile alle lettere latine in genere corrispondono a suoni simili. Quando i caratteri dell'alfabeto fonetico internazionale sono inseriti in un testo, vengono isolati dal resto del testo per mezzo di barre (/ /) per trascrizioni fonemiche oppure parentesi quadre ([ ]) per trascrizioni fonetiche; si veda Diacritici e altri simboli per un esempio di questa differenza.

### Consonanti

#### Consonanti polmonari
Una consonante polmonare è una consonante prodotta con una ostruzione della glottide (lo spazio tra le corde vocali) o la cavità orale (la bocca) e con un rilascio simultaneo o susseguente di aria proveniente dai polmoni. Le consonanti polmonari rappresentano la maggioranza delle consonanti in IPA, come nelle lingue del mondo. La tabella riporta queste consonanti organizzate in colonne secondo il luogo di articolazione, ovvero il punto dell'apparato fonatorio in cui la consonante è prodotta, e in righe secondo il modo di articolazione, ossia quale è il modo in cui sono prodotte.

#### Consonanti coarticolate
Le consonanti coarticolate sono suoni che coinvolgono due luoghi di articolazione contemporaneamente. In italiano, il primo suono di "uomo" è una consonante coarticolata, cioè [w], poiché è prodotta con l'arrotondamento delle labbra e l'innalzamento della radice della lingua contro il palato molle.

#### Affricate e articolazioni doppie
Le affricate e le consonanti con articolazione doppia sono segnalate con due simboli IPA uniti da un arco, posto sopra o sotto i due simboli: le sei affricate più ricorrenti sono occasionalmente rappresentate da legature, benché questo non sia più l'uso IPA ufficiale.
| Arco | Legatura | Descrizione                       |
| ---- | -------- | --------------------------------- |
| t͡s   | ʦ        | affricata alveolare sorda         |
| d͡z   | ʣ        | affricata alveolare sonora        |
| t͡ʃ   | ʧ        | affricata postalveolare sorda     |
| d͡ʒ   | ʤ        | affricata postalveolare sonora    |
| t͡ɕ   | ʨ        | affricata alveolo-palatale sorda  |
| d͡ʑ   | ʥ        | affricata alveolo-palatale sonora |
| t͡ɬ   | N.D.     | affricata alveo-laterale sorda    |
| d͡ɮ   | N.D.     | affricata alveo-laterale sonora   |
| k͡p   | N.D.     | occlusiva velolabiale sorda       |
| ɡ͡b   | N.D.     | occlusiva velolabiale sonora      |
| ŋ͡m   | N.D.     | nasale velolabiale                |

#### Consonanti non polmonari
Le consonanti non polmonari sono suoni che non sfruttano l'aria dei polmoni: queste includono i clic (presenti nelle lingue khoisan), le implosive (che si trovano in lingue come lo swahili) e le eiettive (che si trovano in molte lingue americane e caucasiche).
| Click | Click                | Implosive | Implosive | Eiettive | Eiettive            |
| ----- | -------------------- | --------- | --------- | -------- | ------------------- |
| ʘ     | bilabiale            | ɓ         | bilabiale | ʼ        | Per esempio:        |
| ǀ     | lamino-alveolare     | ɗ         | alveolare | pʼ       | bilabiale           |
| ǃ     | apico-postalveolare  | ʄ         | palatale  | tʼ       | alveolare           |
| ǂ     | lamino-postalveolare | ɠ         | velare    | kʼ       | velare              |
| ǁ     | laterale             | ʛ         | uvulare   | sʼ       | fricativa alveolare |

### Vocali
| | Anteriori | Quasi anteriori | Centrali | Quasi posteriori | Posteriori |
| Chiuse | \| i • y ɨ • ʉ ɯ • u ɪ • ʏ ɪ̈ • ʊ̈ ɯ̞̈ • ʊ e • ø ɘ • ɵ ɤ • o e̞ • ø̞ ə ɤ̞ • o̞ ɛ • œ ɜ • ɞ ʌ • ɔ æ • ɐ a • ɶ ä • ɒ̈ ɑ • ɒ \| | \| i • y ɨ • ʉ ɯ • u ɪ • ʏ ɪ̈ • ʊ̈ ɯ̞̈ • ʊ e • ø ɘ • ɵ ɤ • o e̞ • ø̞ ə ɤ̞ • o̞ ɛ • œ ɜ • ɞ ʌ • ɔ æ • ɐ a • ɶ ä • ɒ̈ ɑ • ɒ \| | \| i • y ɨ • ʉ ɯ • u ɪ • ʏ ɪ̈ • ʊ̈ ɯ̞̈ • ʊ e • ø ɘ • ɵ ɤ • o e̞ • ø̞ ə ɤ̞ • o̞ ɛ • œ ɜ • ɞ ʌ • ɔ æ • ɐ a • ɶ ä • ɒ̈ ɑ • ɒ \| | \| i • y ɨ • ʉ ɯ • u ɪ • ʏ ɪ̈ • ʊ̈ ɯ̞̈ • ʊ e • ø ɘ • ɵ ɤ • o e̞ • ø̞ ə ɤ̞ • o̞ ɛ • œ ɜ • ɞ ʌ • ɔ æ • ɐ a • ɶ ä • ɒ̈ ɑ • ɒ \| | \| i • y ɨ • ʉ ɯ • u ɪ • ʏ ɪ̈ • ʊ̈ ɯ̞̈ • ʊ e • ø ɘ • ɵ ɤ • o e̞ • ø̞ ə ɤ̞ • o̞ ɛ • œ ɜ • ɞ ʌ • ɔ æ • ɐ a • ɶ ä • ɒ̈ ɑ • ɒ \| |
| Quasi chiuse                                                                                                  | \| i • y ɨ • ʉ ɯ • u ɪ • ʏ ɪ̈ • ʊ̈ ɯ̞̈ • ʊ e • ø ɘ • ɵ ɤ • o e̞ • ø̞ ə ɤ̞ • o̞ ɛ • œ ɜ • ɞ ʌ • ɔ æ • ɐ a • ɶ ä • ɒ̈ ɑ • ɒ \| | \| i • y ɨ • ʉ ɯ • u ɪ • ʏ ɪ̈ • ʊ̈ ɯ̞̈ • ʊ e • ø ɘ • ɵ ɤ • o e̞ • ø̞ ə ɤ̞ • o̞ ɛ • œ ɜ • ɞ ʌ • ɔ æ • ɐ a • ɶ ä • ɒ̈ ɑ • ɒ \| | \| i • y ɨ • ʉ ɯ • u ɪ • ʏ ɪ̈ • ʊ̈ ɯ̞̈ • ʊ e • ø ɘ • ɵ ɤ • o e̞ • ø̞ ə ɤ̞ • o̞ ɛ • œ ɜ • ɞ ʌ • ɔ æ • ɐ a • ɶ ä • ɒ̈ ɑ • ɒ \| | \| i • y ɨ • ʉ ɯ • u ɪ • ʏ ɪ̈ • ʊ̈ ɯ̞̈ • ʊ e • ø ɘ • ɵ ɤ • o e̞ • ø̞ ə ɤ̞ • o̞ ɛ • œ ɜ • ɞ ʌ • ɔ æ • ɐ a • ɶ ä • ɒ̈ ɑ • ɒ \| | \| i • y ɨ • ʉ ɯ • u ɪ • ʏ ɪ̈ • ʊ̈ ɯ̞̈ • ʊ e • ø ɘ • ɵ ɤ • o e̞ • ø̞ ə ɤ̞ • o̞ ɛ • œ ɜ • ɞ ʌ • ɔ æ • ɐ a • ɶ ä • ɒ̈ ɑ • ɒ \| |
| Semichiuse | \| i • y ɨ • ʉ ɯ • u ɪ • ʏ ɪ̈ • ʊ̈ ɯ̞̈ • ʊ e • ø ɘ • ɵ ɤ • o e̞ • ø̞ ə ɤ̞ • o̞ ɛ • œ ɜ • ɞ ʌ • ɔ æ • ɐ a • ɶ ä • ɒ̈ ɑ • ɒ \| | \| i • y ɨ • ʉ ɯ • u ɪ • ʏ ɪ̈ • ʊ̈ ɯ̞̈ • ʊ e • ø ɘ • ɵ ɤ • o e̞ • ø̞ ə ɤ̞ • o̞ ɛ • œ ɜ • ɞ ʌ • ɔ æ • ɐ a • ɶ ä • ɒ̈ ɑ • ɒ \| | \| i • y ɨ • ʉ ɯ • u ɪ • ʏ ɪ̈ • ʊ̈ ɯ̞̈ • ʊ e • ø ɘ • ɵ ɤ • o e̞ • ø̞ ə ɤ̞ • o̞ ɛ • œ ɜ • ɞ ʌ • ɔ æ • ɐ a • ɶ ä • ɒ̈ ɑ • ɒ \| | \| i • y ɨ • ʉ ɯ • u ɪ • ʏ ɪ̈ • ʊ̈ ɯ̞̈ • ʊ e • ø ɘ • ɵ ɤ • o e̞ • ø̞ ə ɤ̞ • o̞ ɛ • œ ɜ • ɞ ʌ • ɔ æ • ɐ a • ɶ ä • ɒ̈ ɑ • ɒ \| | \| i • y ɨ • ʉ ɯ • u ɪ • ʏ ɪ̈ • ʊ̈ ɯ̞̈ • ʊ e • ø ɘ • ɵ ɤ • o e̞ • ø̞ ə ɤ̞ • o̞ ɛ • œ ɜ • ɞ ʌ • ɔ æ • ɐ a • ɶ ä • ɒ̈ ɑ • ɒ \| |
| Medie | \| i • y ɨ • ʉ ɯ • u ɪ • ʏ ɪ̈ • ʊ̈ ɯ̞̈ • ʊ e • ø ɘ • ɵ ɤ • o e̞ • ø̞ ə ɤ̞ • o̞ ɛ • œ ɜ • ɞ ʌ • ɔ æ • ɐ a • ɶ ä • ɒ̈ ɑ • ɒ \| | \| i • y ɨ • ʉ ɯ • u ɪ • ʏ ɪ̈ • ʊ̈ ɯ̞̈ • ʊ e • ø ɘ • ɵ ɤ • o e̞ • ø̞ ə ɤ̞ • o̞ ɛ • œ ɜ • ɞ ʌ • ɔ æ • ɐ a • ɶ ä • ɒ̈ ɑ • ɒ \| | \| i • y ɨ • ʉ ɯ • u ɪ • ʏ ɪ̈ • ʊ̈ ɯ̞̈ • ʊ e • ø ɘ • ɵ ɤ • o e̞ • ø̞ ə ɤ̞ • o̞ ɛ • œ ɜ • ɞ ʌ • ɔ æ • ɐ a • ɶ ä • ɒ̈ ɑ • ɒ \| | \| i • y ɨ • ʉ ɯ • u ɪ • ʏ ɪ̈ • ʊ̈ ɯ̞̈ • ʊ e • ø ɘ • ɵ ɤ • o e̞ • ø̞ ə ɤ̞ • o̞ ɛ • œ ɜ • ɞ ʌ • ɔ æ • ɐ a • ɶ ä • ɒ̈ ɑ • ɒ \| | \| i • y ɨ • ʉ ɯ • u ɪ • ʏ ɪ̈ • ʊ̈ ɯ̞̈ • ʊ e • ø ɘ • ɵ ɤ • o e̞ • ø̞ ə ɤ̞ • o̞ ɛ • œ ɜ • ɞ ʌ • ɔ æ • ɐ a • ɶ ä • ɒ̈ ɑ • ɒ \| |
| Semiaperte | \| i • y ɨ • ʉ ɯ • u ɪ • ʏ ɪ̈ • ʊ̈ ɯ̞̈ • ʊ e • ø ɘ • ɵ ɤ • o e̞ • ø̞ ə ɤ̞ • o̞ ɛ • œ ɜ • ɞ ʌ • ɔ æ • ɐ a • ɶ ä • ɒ̈ ɑ • ɒ \| | \| i • y ɨ • ʉ ɯ • u ɪ • ʏ ɪ̈ • ʊ̈ ɯ̞̈ • ʊ e • ø ɘ • ɵ ɤ • o e̞ • ø̞ ə ɤ̞ • o̞ ɛ • œ ɜ • ɞ ʌ • ɔ æ • ɐ a • ɶ ä • ɒ̈ ɑ • ɒ \| | \| i • y ɨ • ʉ ɯ • u ɪ • ʏ ɪ̈ • ʊ̈ ɯ̞̈ • ʊ e • ø ɘ • ɵ ɤ • o e̞ • ø̞ ə ɤ̞ • o̞ ɛ • œ ɜ • ɞ ʌ • ɔ æ • ɐ a • ɶ ä • ɒ̈ ɑ • ɒ \| | \| i • y ɨ • ʉ ɯ • u ɪ • ʏ ɪ̈ • ʊ̈ ɯ̞̈ • ʊ e • ø ɘ • ɵ ɤ • o e̞ • ø̞ ə ɤ̞ • o̞ ɛ • œ ɜ • ɞ ʌ • ɔ æ • ɐ a • ɶ ä • ɒ̈ ɑ • ɒ \| | \| i • y ɨ • ʉ ɯ • u ɪ • ʏ ɪ̈ • ʊ̈ ɯ̞̈ • ʊ e • ø ɘ • ɵ ɤ • o e̞ • ø̞ ə ɤ̞ • o̞ ɛ • œ ɜ • ɞ ʌ • ɔ æ • ɐ a • ɶ ä • ɒ̈ ɑ • ɒ \| |
| Quasi aperte                                                                                                  | \| i • y ɨ • ʉ ɯ • u ɪ • ʏ ɪ̈ • ʊ̈ ɯ̞̈ • ʊ e • ø ɘ • ɵ ɤ • o e̞ • ø̞ ə ɤ̞ • o̞ ɛ • œ ɜ • ɞ ʌ • ɔ æ • ɐ a • ɶ ä • ɒ̈ ɑ • ɒ \| | \| i • y ɨ • ʉ ɯ • u ɪ • ʏ ɪ̈ • ʊ̈ ɯ̞̈ • ʊ e • ø ɘ • ɵ ɤ • o e̞ • ø̞ ə ɤ̞ • o̞ ɛ • œ ɜ • ɞ ʌ • ɔ æ • ɐ a • ɶ ä • ɒ̈ ɑ • ɒ \| | \| i • y ɨ • ʉ ɯ • u ɪ • ʏ ɪ̈ • ʊ̈ ɯ̞̈ • ʊ e • ø ɘ • ɵ ɤ • o e̞ • ø̞ ə ɤ̞ • o̞ ɛ • œ ɜ • ɞ ʌ • ɔ æ • ɐ a • ɶ ä • ɒ̈ ɑ • ɒ \| | \| i • y ɨ • ʉ ɯ • u ɪ • ʏ ɪ̈ • ʊ̈ ɯ̞̈ • ʊ e • ø ɘ • ɵ ɤ • o e̞ • ø̞ ə ɤ̞ • o̞ ɛ • œ ɜ • ɞ ʌ • ɔ æ • ɐ a • ɶ ä • ɒ̈ ɑ • ɒ \| | \| i • y ɨ • ʉ ɯ • u ɪ • ʏ ɪ̈ • ʊ̈ ɯ̞̈ • ʊ e • ø ɘ • ɵ ɤ • o e̞ • ø̞ ə ɤ̞ • o̞ ɛ • œ ɜ • ɞ ʌ • ɔ æ • ɐ a • ɶ ä • ɒ̈ ɑ • ɒ \| |
| Aperte | \| i • y ɨ • ʉ ɯ • u ɪ • ʏ ɪ̈ • ʊ̈ ɯ̞̈ • ʊ e • ø ɘ • ɵ ɤ • o e̞ • ø̞ ə ɤ̞ • o̞ ɛ • œ ɜ • ɞ ʌ • ɔ æ • ɐ a • ɶ ä • ɒ̈ ɑ • ɒ \| | \| i • y ɨ • ʉ ɯ • u ɪ • ʏ ɪ̈ • ʊ̈ ɯ̞̈ • ʊ e • ø ɘ • ɵ ɤ • o e̞ • ø̞ ə ɤ̞ • o̞ ɛ • œ ɜ • ɞ ʌ • ɔ æ • ɐ a • ɶ ä • ɒ̈ ɑ • ɒ \| | \| i • y ɨ • ʉ ɯ • u ɪ • ʏ ɪ̈ • ʊ̈ ɯ̞̈ • ʊ e • ø ɘ • ɵ ɤ • o e̞ • ø̞ ə ɤ̞ • o̞ ɛ • œ ɜ • ɞ ʌ • ɔ æ • ɐ a • ɶ ä • ɒ̈ ɑ • ɒ \| | \| i • y ɨ • ʉ ɯ • u ɪ • ʏ ɪ̈ • ʊ̈ ɯ̞̈ • ʊ e • ø ɘ • ɵ ɤ • o e̞ • ø̞ ə ɤ̞ • o̞ ɛ • œ ɜ • ɞ ʌ • ɔ æ • ɐ a • ɶ ä • ɒ̈ ɑ • ɒ \| | \| i • y ɨ • ʉ ɯ • u ɪ • ʏ ɪ̈ • ʊ̈ ɯ̞̈ • ʊ e • ø ɘ • ɵ ɤ • o e̞ • ø̞ ə ɤ̞ • o̞ ɛ • œ ɜ • ɞ ʌ • ɔ æ • ɐ a • ɶ ä • ɒ̈ ɑ • ɒ \| |
| i • y ɨ • ʉ ɯ • u ɪ • ʏ ɪ̈ • ʊ̈ ɯ̞̈ • ʊ e • ø ɘ • ɵ ɤ • o e̞ • ø̞ ə ɤ̞ • o̞ ɛ • œ ɜ • ɞ ʌ • ɔ æ • ɐ a • ɶ ä • ɒ̈ ɑ • ɒ | | | | | |

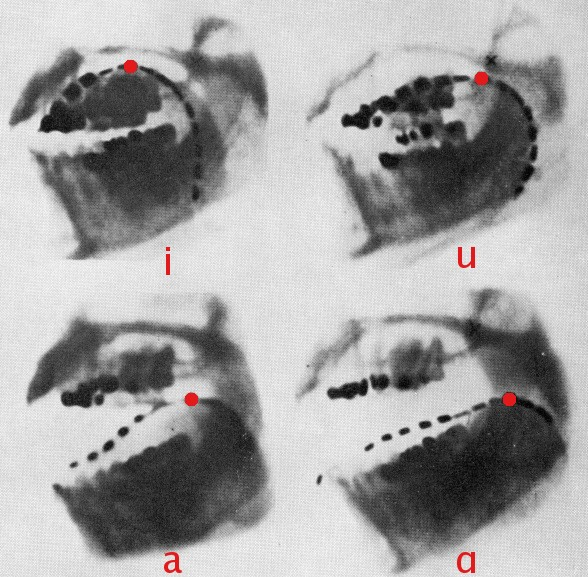
Visione ai raggi X delle posizioni della lingua e della faringe nella pronuncia delle vocali [i], [u], [a] e [ɑ].

L'IPA organizza le vocali a seconda della posizione che la lingua assume durante la loro produzione: la disposizione delle vocali prende la forma di un trapezio.
L'asse verticale di questo trapezio corrisponde all'altezza vocalica: le vocali che sono pronunciate con la lingua alzata verso il palato sono in alto, mentre quelle prodotte con la lingua abbassata sono collocate in basso. Per esempio, la [i] si trova in cima al trapezio perché nel produrla la lingua è in posizione innalzata verso il palato, mentre la [a] è in basso perché la lingua è bassa mentre viene prodotta.
Parallelamente, l'asse orizzontale rappresenta la posteriorità vocalica: le vocali poste a destra sono quelle prodotte con la lingua verso la parte posteriore della bocca, mentre quelle segnate a sinistra sono prodotte con la lingua avanzata verso la parte anteriore della bocca.
Quando le vocali sono in coppia, quella di destra è labializzata mentre quella di sinistra è la sua controparte non labializzata.

### Diacritici e altri simboli

#### Barre e parentesi quadre
In una trascrizione IPA si usano le barre diagonali quando viene data una trascrizione fonematica di una parola o di una frase, indicando cioè i fonemi (cioè delle unità di suono astratte) che dovrebbero essere realizzati in una variante riconosciuta di una certa lingua.
Si usano, invece, le parentesi quadre quando viene offerta una trascrizione fonetica, cioè un tentativo di avvicinarsi il più possibile alla reale realizzazione di una certa parola o frase. In una trascrizione fonetica, quindi, sarà indicato quale, tra i diversi allofoni accettati in una lingua è stato realizzato.
Per esempio: la trascrizione fonematica della parola "casa" in italiano standard sarà: /ˈkasa/; in realtà, la trascrizione fonetica della resa di un parlante settentrionale sarà probabilmente [ˈkaːza], mentre quella di un parlante campano potrà [ˈkaːsɐ] o persino [ˈkaːsə]. La pronuncia sorda o sonora della sibilante o la resa più o meno aperta della vocale finale sono considerati allofoni in italiano, e l'ascoltatore toscano riconoscerà la parola riconducendo spontaneamente i diversi foni [s] e [z] all'entità astratta /s/.
Un altro esempio potrebbe considerare le diverse pronunce di una consonante di resa difficile come la <r>: la parola rosa sarà pronunciata da parlanti italiani come (trascrizioni fonetiche) [ˈrɔːza], [ˈɾɔːza], [ˈʀɔːza], [ˈɹɔːza], [ˈɣɔːza] [ˈʋɔːza]; in italiano i diversi foni con cui i parlanti possono realizzare la prima consonante (i diversi tipi di "erre moscia") sono comunque allofoni, e l'ascoltatore (e anzi il parlante stesso) ricondurrà quel "qualcosa" che è stato effettivamente pronunciato all'entità astratta (fonematica) /ˈrɔza/, a sua volta trascrizione della realizzazione standard in italiano della serie di grafemi <rosa>.

#### Corsivo, asterischi e parentesi tonde
- L'uso del corsivo significa che un suono di una determinata parola può essere pronunciato oppure no; ad esempio nelle parole in e il in italiano la i può non essere pronunciata, e la trascrizione è /in/ e /il/.
- L'uso delle parentesi tonde () significa che un fonema in posizione finale può essere pronunciato solo se è seguito da una vocale nel discorso; nei dizionari di lingua inglese per indicare che una /ɹ/ può essere letta o no si usa anche un asterisco (*) al posto di /(ɹ)/.

#### Diacritici
I diacritici sono segni volti a modificare un suono, a differenza dei soprasegmentali, che modificano il tono e l'accento. Si tratta di puntini, gancetti, macchiette... posti in un dato luogo di un simbolo IPA al fine di mostrare una certa alterazione o la descrizione più specifica nella pronuncia della lettera. Ulteriori segni diacritici sono stati introdotti nelle estensioni IPA, progettati principalmente per la logopedia. I segni diacritici vengono combinati con i simboli IPA per trascrivere valori fonetici leggermente modificati, o articolazioni secondarie.
Tabella dei diacritici:
| Simbolo                 | Significato                                             | Esempi               |                      |                      |                      |
| Diacritici sillabici    | Diacritici sillabici                                    | Diacritici sillabici | Diacritici sillabici | Diacritici sillabici | Diacritici sillabici |
| ----------------------- | ------------------------------------------------------- | -------------------- | -------------------- | -------------------- | -------------------- |
| ◌̩                       | sillabico                                               | ɹ̩ n̩                  |                      |                      |                      |
| ◌̯                       | non sillabico                                           | e̯ ʊ̯                  |                      |                      |                      |
| Diacritici di rilascio  |                                                         |                      |                      |                      |                      |
| ◌ʰ - ◌ʱ                 | aspirato                                                | tʰ - dʱ              |                      |                      |                      |
| ◌̚                       | sordo                                                   | ◌̚ d̚                  |                      |                      |                      |
| ◌ⁿ                      | nasalizzato                                             | dⁿ                   |                      |                      |                      |
| ◌ˡ                      | lateralizzato                                           | dˡ                   |                      |                      |                      |
| Diacritici di fonazione |                                                         |                      |                      |                      |                      |
| ◌̪                       | dentale                                                 | t̪ d̪                  |                      |                      |                      |
| ◌̼                       | linguolabiale                                           | t̼ d̼                  |                      |                      |                      |
| ◌̺                       | apicale                                                 | t̺ d̺                  |                      |                      |                      |
| ◌̻                       | laminale                                                | t̻ d̻                  |                      |                      |                      |
| ◌̟                       | avanzato                                                | u̟ t̟                  |                      |                      |                      |
| ◌̠                       | ritratto                                                | i̠ t̠                  |                      |                      |                      |
| ◌̈                       | centralizzato                                           | ë ä                  |                      |                      |                      |
| ◌̽                       | mezzo centralizzato, con un suono un po' centralizzato  | e̽ ɯ̽                  |                      |                      |                      |
| ◌̝ - ◌˔                  | sollevato (ɹ̝ = fricativa non sibilante alveolare sorda) | e̝ ɹ̝                  |                      |                      |                      |
| ◌̞ - ◌˕                  | abbassato (β̞ = approssimante bilabiale)                 | e̞ β̞                  |                      |                      |                      |
| Diacritici coarticolati |                                                         |                      |                      |                      |                      |
| ◌̹                       | più arrotondato                                         | ɔ̹ x̹                  |                      |                      |                      |
| ◌̜                       | meno arrotondato                                        | ɔ̜ x̜ʷ                 |                      |                      |                      |
| ◌ʷ                      | labializzato o labio-velarizzato                        | tʷ dʷ                |                      |                      |                      |
| ◌ʲ                      | palatalizzato                                           | tʲ dʲ                |                      |                      |                      |
| ◌ˠ                      | velarizzato                                             | tˠ dˠ                |                      |                      |                      |
| ◌ˤ                      | faringalizzato, con un suono strozzato                  | tˤ aˤ                |                      |                      |                      |
| ◌ᶣ                      | labio-palatalizzato, fra labiale e palatale             | tᶣ dᶣ                |                      |                      |                      |
| ◌̴                       | velarizzato o faringalizzato                            | ɫ z̴                  |                      |                      |                      |
| ◌̘                       | base della lingua avanzata                              | e̘ o̘                  |                      |                      |                      |
| ◌̙                       | base della lingua retratta                              | e̙ o̙                  |                      |                      |                      |
| ◌̃                       | nasalizzato                                             | ẽ z̃                  |                      |                      |                      |
| ◌˞                      | rotico, con accento vibrante                            | ɚ ɝ                  |                      |                      |                      |

Lo stato della glottide può essere finemente trascritto con segni diacritici:
| Glottide aperta | [t]  | sordo                      |
| Glottide aperta | [d̤]  | sonoro mormorato           |
| Glottide aperta | [d̥]  | parzialmente desonorizzato |
| Voce normale    | [d]  | sonoro                     |
| Voce normale    | [t̬]  | sonorizzato                |
| Voce normale    | [d̰]  | laringalizzato             |
| Glottide chiusa | [ʔ͡t] | glottidalizzato            |

Note:
- L'allungamento di una vocale si segnala con il simbolo "ː" che assomiglia ai due punti, ad esempio: [ˈbɛːne] è bene.
- Una vocale rotica si segnala con il simbolo " ˞ " attaccato alla vocale, ad esempio: [bɝd] è bird in inglese americano.
- La nasalizzazione si segnala con il simbolo "  ̃ ", ad esempio: [bɔ̃] è bon in francese.
- La vocale atona di un dittongo si segnala con il simbolo " ̯", ad esempio: [ˈvoi̯] è un modo di trascrivere la parola voi. Questo segnala che il dittongo sia infatti un dittongo e non due sillabe divise dallo iato.

#### Diacritici soprasegmentali
I diacritici soprasegmentali sono segni che non si uniscono ad un suono e sono dediti alla modifica dell'accento, del tono, dell'intonazione. Questi simboli descrivono le caratteristiche di un linguaggio al di sopra del livello di singole consonanti e vocali, come la prosodia, tono, lunghezza, e lo stress, che spesso operano in sillabe, parole o frasi, cioè elementi quali l'intensità, tono, geminazione e dei suoni di una lingua, così come il ritmo e l'intonazione del discorso. Sebbene la maggior parte di questi simboli indichino distinzioni che sono fonemica a livello di parola, i simboli esistono anche per l'intonazione a un livello superiore a quello della parola.
Segue l'elenco dei segni soprasegmentali:
| Simbolo                                                      | Significato                                   | Esempi                     |                            |                            |                            |
| Lunghezza, accento e ritmo                                   | Lunghezza, accento e ritmo                    | Lunghezza, accento e ritmo | Lunghezza, accento e ritmo | Lunghezza, accento e ritmo | Lunghezza, accento e ritmo |
| ------------------------------------------------------------ | --------------------------------------------- | -------------------------- | -------------------------- | -------------------------- | -------------------------- |
| ˈ                                                            | accento primario                              | ˈa                         |                            |                            |                            |
| ˌ                                                            | accento secondario                            | ˌa                         |                            |                            |                            |
| ː                                                            | lungo (vocale allungata, consonante geminata) | aː kː                      |                            |                            |                            |
| ˑ                                                            | semilungo                                     | aˑ                         |                            |                            |                            |
| ˘                                                            | extrabreve                                    | ə̆                          |                            |                            |                            |
| .                                                            | confine di sillaba                            | a.a                        |                            |                            |                            |
| ‿                                                            | unione (assenza di pausa)                     | s‿a                        |                            |                            |                            |
| Intonazione                                                  |                                               |                            |                            |                            |                            |
| \|                                                           | pausa minore                                  |                            |                            |                            |                            |
| ‖                                                            | pausa maggiore                                |                            |                            |                            |                            |
| ↗︎                                                            | innalzamento generale                         |                            |                            |                            |                            |
| ↘︎                                                            | abbassamento generale                         |                            |                            |                            |                            |
| Diacritici di tono (a sinistra) e lettere di tono (a destra) |                                               |                            |                            |                            |                            |
| ˥ - ŋ̋ e̋                                                      | molto alto                                    |                            |                            |                            |                            |
| ˦ - ŋ́ é                                                      | alto                                          |                            |                            |                            |                            |
| ˧ - ŋ̄ ē                                                      | medio                                         |                            |                            |                            |                            |
| ˨ - ŋ̀ è                                                      | basso                                         |                            |                            |                            |                            |
| ˩ - ŋ̏ ȅ                                                      | molto basso                                   |                            |                            |                            |                            |
| ˩˥ - ŋ̌ ě                                                     | ascendente                                    |                            |                            |                            |                            |
| ˥˩ - ŋ̂ ê                                                     | discendente                                   |                            |                            |                            |                            |

##### Accento tonico
Ci sono due accenti tonici nell'alfabeto IPA: quello primario e quello secondario.
Quello primario assomiglia graficamente ad un apostrofo (ˈ) che precede la sillaba interessata.
Esempi:
- tribù [triˈbu];
- casa [ˈkaːza];
- stazione [statˈt͡sjoːne];
- tìtolo [ˈtitolo];
- càpitino [ˈkapitino].

Quello secondario graficamente assomiglia ad una virgola (ˌ) che precede la sillaba interessata, e serve a dettagliare al meglio la sfumatura di accentazione nelle parole lunghe, che quindi si compongono di almeno cinque sillabe.
Esempi:
- australopiteco [ˌaustralopiˈteːko];
- spressurizzazione [ˌspressuridd͡zatˈt͡sjoːne];
- ammutinamento [ˌammutinaˈmento].

#### Simboli non più utilizzati o non standard
Nel corso della sua storia l'IPA ha accettato per lassi di tempo più o meno lunghi simboli che poi sono stati declassati poiché sostituiti da quelli odierni. Altri simboli invece sono utilizzati in trascrizioni fonetiche IPA ma non sono riconosciuti ufficialmente. È il caso di [ɷ] che oggi è rappresentato con [ʊ], oppure di [ʦ], [ʣ], [ʧ] e [ʤ], oggi scritti separati ma uniti da un arco soprastante: [t͡s], [d͡z], [t͡ʃ] e [d͡ʒ]. In altri casi si tratta di discrezioni dell'autore: ad esempio nei dizionari di lingua inglese è molto raro vedere l'approssimante alveolare indicata col simbolo ufficiale IPA [ɹ], ma viene indicata con [r], poiché tale lettera in inglese indica sempre suddetto suono.

#### Ulteriori chiarimenti
- Tutte le consonanti retroflesse hanno lo stesso simbolo delle consonanti alveolari equivalenti con l'aggiunta in basso di un gancetto che punta a destra.
- L'IPA ufficiale non è l'unico alfabeto fonetico esistente: Luciano Canepari, partendo da questo, ne ha elaborato uno chiamato canIPA /kaˈnipa/ [käˈniːpä].

## Pronunzie
| Simbolo | Esempi          | Descrizione                                       |
| A       | A               | A                                                 |
| ------- | --------------- | ------------------------------------------------- |
| a       | cassa ['kas: a] | [a] italiana, aperta e anteriore; non arrotondata |
| a:      | casa ['ka: sa]  | [a] lunga                                         |
| ɐ       | cut [kʰɐt]      | [a] ma più chiusa                                 |
| ɐ̃       | irmão [iɾʼmɐ̃w]  | [a] ma più nasalizzata                            |
| ɑ       | bad [bɑt]       |                                                   |
|         |                 |                                                   |
|         |                 |                                                   |
|         |                 |                                                   |

Le "Estensioni all'IPA", spesso abbreviate in "extIPA" e talvolta chiamate "IPA esteso", sono simboli il cui scopo originale era trascrivere accuratamente discorso disturbato. Alla Convenzione di Kiel del 1989, un gruppo di linguisti elaborò le estensioni iniziali, che si basavano sul lavoro precedente del PRDS (rappresentazione fonetica of Disordered Speech) Group nei primi anni '80. Le estensioni furono pubblicate per la prima volta nel 1990, poi modificate e nuovamente pubblicate nel 1994 nel "Journal of International Phonetic Association", quando furono ufficialmente adottate dalla ICPLA. Mentre lo scopo originale era trascrivere il linguaggio con disturbi, i linguisti hanno usato le estensioni per designare un numero di suoni unici all'interno della comunicazione standard, come zittire, digrignare i denti e schioccare le labbra.
Oltre alle estensioni all'IPA ci sono le convenzioni dei Simboli della qualità della voce, che oltre al concetto di qualità della voce nella fonetica includono una serie di simboli per meccanismi di flusso d'aria aggiuntivi e articolazioni secondarie.

## Esempi d'uso
Qui di seguito sono riportati degli esempi di uso dell'IPA nelle trascrizioni fonetiche di alcuni testi italiani:
Il Padre nostro:
Primi versi della Divina Commedia con pronuncia odierna standard:
Nota: il terzo verso contiene una sineresi metrica che unisce le due sillabe nella parola <via>, normalmente resa foneticamente come [ˈviː.ä], per mantenere la metrica dell'endecasillabo: nella pronuncia standard della prosa non è presente e la parola sarebbe altrimenti un dissillabo.
Una trascrizione fonetica alternativa del terzo verso è la seguente:
[kellädiˌrittä ˈviä ɛ̯ra zmarˈriːtä]»
In questo caso vi è una sinalefe tra una vocale in fine di parola e una vocale accentata in principio della seguente nel passo <via era>, non possibile nella fonologia dell'italiano ma fondamentale nella metrica.

La trascrizione fonetica puramente grammaticale del terzo verso, che non tiene conto della metrica (inammissibile nella recitazione poetica, poiché storpierebbe l'endecasillabo) ma grammaticalmente corretta, è la seguente:
[kel.lä.di.ˌrit.tä ˈvi.ä ɛ.ra zmar.ˈriː.tä]»